# Wherstead
Wherstead ist ein Dorf und eine Verwaltungseinheit im District Babergh in der Grafschaft Suffolk, England. Wherstead ist 4 km von Ipswich entfernt. Im Jahr 2011 hatte es eine Bevölkerung von 342 Einwohnern. Wherstead wurde 1086 im Domesday Book als Werust(ed)a erwähnt. Die Pfarrkirche ist dem Heiligen Maria gewidmet.